# Smotriš' v nebo
Smotriš' v nebo (in russo Смотришь в небо?) è un singolo del cantante azero Emin e della cantante ucraina Loboda, pubblicato il 24 maggio 2014 come primo estratto dal nono album in studio di Emin Načistotu.

## Video musicale
Il video musicale, diretto da Natella Krapivina, è stato reso disponibile il 22 maggio 2014.

## Tracce
Testi e musiche di Loboda e Andrej Osadčuk.
Download digitale
1. Smotriš' v nebo – 3:44

Download digitale
1. Smotriš' v nebo (Remake) – 3:16

## Classifiche

### Classifiche settimanali
| Classifica (2014) | Posizione massima |
| ----------------- | ----------------- |
| Russia            | 78                |
| Ucraina           | 1                 |

### Classifiche di fine anno
| Classifica (2014) | Posizione |
| ----------------- | --------- |
| Russia            | 192       |
| Ucraina           | 16        |